# تيم كاري (لاعب كرة قدم أمريكية)
تيم كاري (بالإنجليزية: Tim Carey)‏ هو لاعب كرة قدم أمريكية أمريكي، ولد في 20 فبراير 1975 في لوس ألاميتوس في الولايات المتحدة.

## وصلات خارجية
- تيم كاري على موقع JustSportsStats.com (الإنجليزية)
- تيم كاري على موقع كلية كرة القدم في سبورتس رفرنس.كوم (الإنجليزية)